# Ordensmuseet i Tallinn
Ordensmuseet i Tallinn (estniska: Tallinna Rüütliordude Muuseum) är ett museum i Tallinn som fokuserar på olika riddarordnar och andra utmärkelser. Museet öppnades den 20 januari 2017. Då fanns det mer än 700 olika föremål i museets samling, vilket gjorde det till Nordeuropas största museum inom faleristik.
Biljetten till museet kostar 12 euro. Entrén är gratis med Tallinn-kortet.
Som tillägg till ordnar och utmärkelser finns det även speciella utställningar om andra teman.